# Notre histoire policière
Pour plus de détails, voir Fiche technique et Distribution.
Notre histoire policière (Una película de policías) est un film mexicain réalisé par Alonso Ruizpalacios et en 2021.
Il est présenté en avant-première à la Berlinale 2021.

## Fiche technique
- Titre original : Una película de policías
- Titre français : Notre histoire policière
- Réalisation : Alonso Ruizpalacios
- Scénario : David Gaitán et Alonso Ruizpalacios
- Costumes : Ximena Barbachano de Agüero
- Photographie : Emiliano Villanueva
- Montage : Yibrán Asuad
- Pays d'origine :  Mexique
- Format : Couleurs
- Langue originale : espagnol
- Genre : drame, policier et docufiction
- Durée : 107 minutes
- Date de sortie :
  - Allemagne : 5 mars 2021 (Berlinale 2021)

## Distribution
- Mónica Del Carmen : Teresa
- Raúl Briones : Montoya

## Distinctions

### Récompense
- Berlinale 2021 : Ours d'argent de la meilleure contribution artistique pour Yibrán Asuad[1]

### Sélection
- Festival international du film de Saint-Sébastien 2021 : en section Horizontes latinos